# Sixalix thysdrusiana
Sixalix thysdrusiana är en tvåhjärtbladig växtart som först beskrevs av Le Houérou, och fick sitt nu gällande namn av W. Greuter och Hervé Maurice Burdet. Sixalix thysdrusiana ingår i släktet Sixalix och familjen Dipsacaceae. Inga underarter finns listade i Catalogue of Life.